# Liparis zaratananae
Liparis zaratananae är en orkidéart som beskrevs av Rudolf Schlechter. Liparis zaratananae ingår i släktet gulyxnen, och familjen orkidéer. Inga underarter finns listade i Catalogue of Life.